# ایالتی و اصلی
ایالتی و اصلی (به انگلیسی: State and Main) فیلمی محصول سال ۲۰۰۰ و به کارگردانی دیوید ممت است. در این فیلم بازیگرانی همچون ویلیام اچ میسی، سارا جسیکا پارکر، الک بالدوین، جولیا استایلز، فیلیپ سیمور هافمن، ربکا پیدگئون، دیوید پیمر، چارلز دارنینگ، پتی لوپن، کلارک گرگ، ریکی جی، مایکل هیگینز، جاناتان کتز، لورا سیلورمن و جان کرازینسکی ایفای نقش کرده‌اند.